# Секс с учёными
«Секс с учёными. Половое размножение и другие загадки биологии» — научно-популярная книга молекулярного генетика Алексея Юрьевича Алексенко.
Книга подходит с разных сторон к вопросу зачем нужно половое размножение.
Обсуждаются частичные ответы из генетики, молекулярной биологии, эволюционной теории и так далее.
Книга вышла в издательстве «Альпина нон-фикшн» в 2023 году. 
Научным редактором книги был Александр Владимирович Марков.

## Содержание
Книга разбита на четыре части.
- Первая рассказывает о проблеме происхождения полового процесса, в ней обсуждаются гипотезы, призванные объяснить, зачем живым организмам нужны половые процессы.
- Вторая — о происхождении и эволюции анизогамии, то есть дифференциации половых клеток на мужские и женские.
- Третья посвящена механизму мейоза и гипотезам его происхождения.
- В четвёртой разбирается причуды полового размножения у социальных видов.